# Discographie de Natasha St-Pier
La discographie de Natasha St-Pier comprend l’ensemble des enregistrements officiels de Natasha St-Pier, chanteuse canadienne active depuis 1996.

## Albums
| Année      | Album                                       | Classement des ventes | Classement des ventes | Classement des ventes | Ventes  | Certifications,                                      |
| ---------- | ------------------------------------------- | --------------------- | --------------------- | --------------------- | ------- | ---------------------------------------------------- |
| Année      | Album                                       | FR                    | BEL/Fr                | SUI                   | Ventes  | Certifications,                                      |
| 1996       | Émergence                                   | —                     | —                     | —                     |         | —                                                    |
| 2001       | À chacun son histoire                       | 37                    | 23                    | —                     | 145 000 | - FRA : Or - CAN : Or                                |
| 2002       | De l'amour le mieux                         | 3                     | 3                     | 12                    | 750 000 | - FRA : 2 × Platine - BEL : Or - CAN : Or - SUI : Or |
| 2003       | L'Instant d'après                           | 3                     | 6                     | 14                    | 440 000 | - FRA : Platine - BEL : Or                           |
| 2006       | Longueur d'ondes                            | 1                     | 2                     | 11                    | 190 000 | - FRA : Or                                           |
| 2008       | Natasha St-Pier                             | 16                    | 16                    | 63                    | 25 000  | —                                                    |
| 2009       | Tu trouveras... 10 ans de succès            | 23                    | 31                    | —                     | 8 000   | —                                                    |
| 2012       | Bonne nouvelle                              | 11                    | 11                    | 80                    | 20 000  | —                                                    |
| 2013       | Thérèse, vivre d'amour                      | 2                     | 4                     | —                     | 110 000 | - FRA : Platine                                      |
| 2015       | Mon acadie                                  | 16                    | 18                    | 62                    | 14 000  | —                                                    |
| 2017       | L'alphabet des animaux                      | 78                    | 68                    | —                     | 2 500   | —                                                    |
| 2018       | Thérèse de Lisieux, aimer c'est tout donner | 23                    | 55                    | 40                    | 50 000  | \| - FRA : Or \|                                     |
| 2020       | Croire                                      | 31                    |                       |                       | 9000    |                                                      |
| 2022       | Jeanne                                      | 17                    |                       |                       | 4000    |                                                      |
| - FRA : Or |                                             |                       |                       |                       |         |                                                      |